# Brand Kolbeinsson

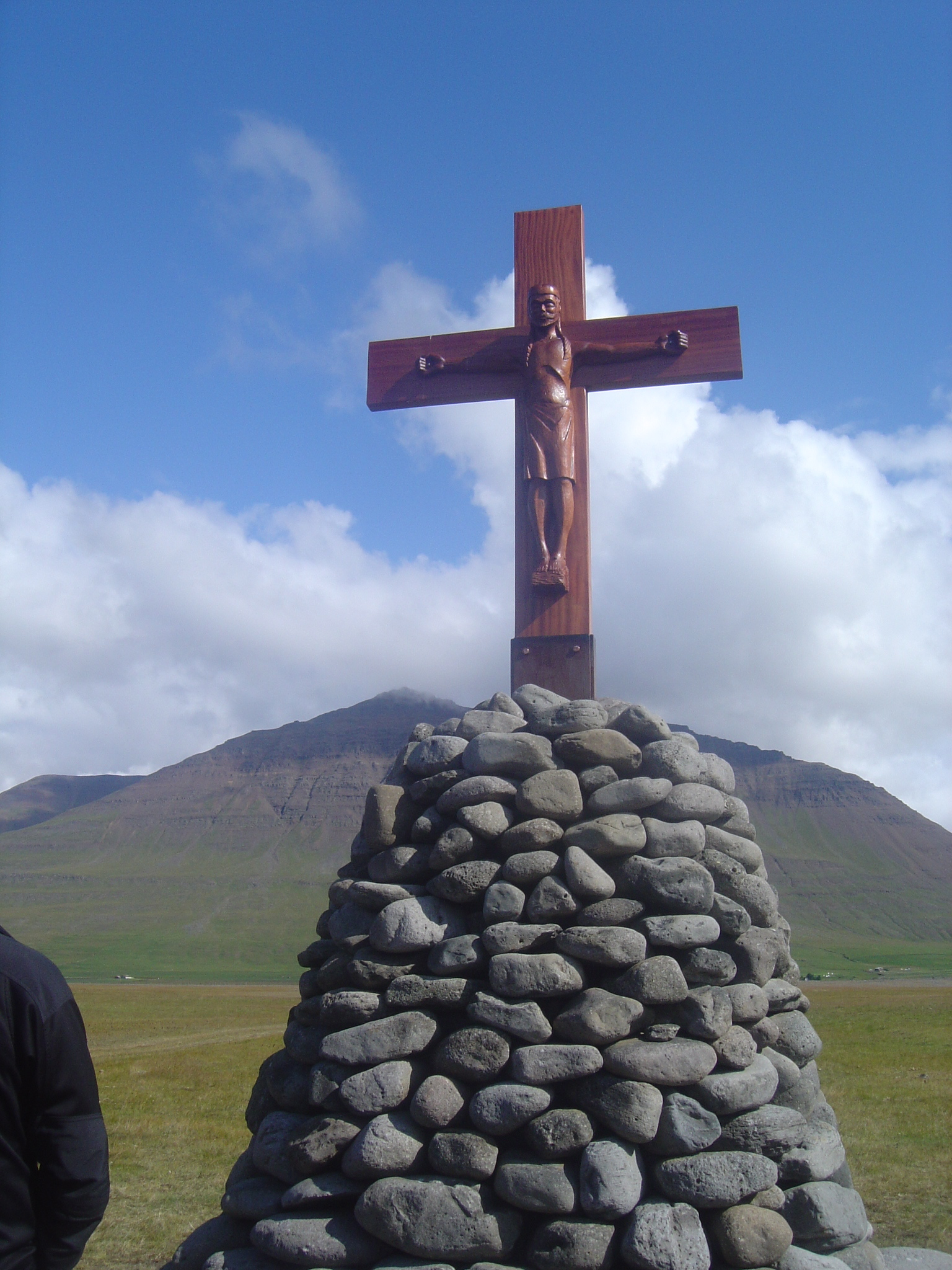
Det kors, som enligt Sturlungasagan markerade platsen där Brand Kolbeinsson mördades, är sedan länge borta, men ett nytt restes på samma plats år 2009. Krucifixet är skuret med Upsakristur (den äldsta på Island bevarade Kristusbilden) som förlaga.

Brand Kolbeinsson, född 1209, död den 19 april 1246, var Kolbein unges efterträdare som asbirningarnas ledare under slutskedet av det inbördeskrig som under sturlungatiden rasade på Island. Sitt hövdingasäte hade han på gården Reynistaður i Skagafjorden (Skagafjörður).

## Biografi
Brands far var Kolbein kaldaljós Arnorsson och modern hette Margret. Hon var dotter till Sämund Jonsson (Sæmundr Jónsson) på Oddi. Brand och Kolbein unge var tremänningar, det vill säga kusinbarn.
Eftersom Kolbein unge saknade egna arvingar beslöt han på dödsbädden år 1245 att Brand skulle efterträda honom och överta hans godedömen i Skagafjorden och Húnaþing. Haukdalingarnas hövding Gissur Torvaldsson, som varit Kolbeins bundsförvant, lovade samtidigt den nye ledaren allt bistånd. Ett vapenstillestånd mellan Kolbein och sturlungarnas hövding Tord kakali existerade redan, vari det blivit bestämt att båda skulle resa till Norge och låta kung Håkon "döma i alla saker dem emellan". Men när Kolbein dog den 22 juli 1245 upphävdes förutsättningarna för denna överenskommelse. Brand och Gissur förnyade nu sin allians, och nya fredsunderhandlingar mellan Brand och Tord pågick under året. Enligt Tord kakalis saga var Brand beredd att till sturlungarna avstå allt land utom bygderna väster om Öxnadalsheden (Öxnadalsheiði) fram till Hrutafjordsån (Hrútafjarðará), som mynnar i Hunafloen (Húnaflói). Men Tord, vars militära styrka hela tiden vuxit, fikade nu efter att vinna hela nordlandsfjärdingen (Norðurland).
På våren 1246 ryckte Tord kakali in i Skagafjorden med 500 man. Brand fick kännedom om anfallet i påskveckan och lyckades på kort tid uppbåda en bondehär som var numerärt överlägsen angriparna. Men Tords militära utbildning och hans hird av fylgðarmenn – utvalda yrkeskrigare – kom att fälla avgörandet. Den 19 april blev Brands trupper i grund besegrade i slaget vid Haugsnes. Brand själv lyckades komma upp på en häst, men tillfångatogs under flykten och blev på Tords befallning mördad med ett yxhugg som klöv skallen ned till öronen. Platsen där han föll utmärktes senare med ett krucifix, står det i Tord kakalis saga.
Gissur Torvaldsson hade inte haft någon möjlighet att hinna till undsättning; händelserna hade utvecklats alltför snabbt.
Brands eftermäle tecknades av två skalder; Skald-Hall med en erfidrápa och Ingjald Geirmundarson med en flokkr full av lovord. I synnerhet denna flokkr är förvånande, därför att Ingjald var Tord kakalis egen hirdskald. Kanske var det Tord själv som beställde kvädet för att freda sitt samvete. Mordet på Brand hade dikterats av politisk bekvämlighet, men Brand hade ingen personlig skuld i konflikten. Skildringen av hur mordet gick till visar klart Tords olust över att själv tvingas fatta beslutet. Av hans egna ord framgår att han helst skulle ha sett att hans män utfört dådet utan att först fråga honom – då hade hans samvete varit rent.
Brands hustru var Jorun Kalvsdotter (Jórunn Kálfsdóttir) från Eyjafjorden (Eyjafjörður) i sturlungabygd. Hennes far, Kalv Guttormsson, och brodern Guttorm, hade tidigare blivit avlivade på Kolbein unges befallning därför att de misstänktes samarbeta med sturlungarna. Många av inbördeskrigets kvinnor befann sig genom giftermål med ett ben i vardera lägret: Joruns situation var ingalunda unik. Ett annat exempel är Halldora Tumadotter.
Brand efterlämnade två minderåriga söner, Kalv (Kálfr) och Torgeir (Þórgeirr). De kunde ju betraktas som arvingar till hövdingadömet i Skagafjorden och uppmanades därför år 1259 att delta i ett anslag mot Gissur Torvaldsson, som då var norske kungens jarl på Island. "Detta budskap berörde dem illa och deras moder ännu värre", står det i Torgils den harmyntes saga. Den förskräckta kvinnan avtvingade dem löftet att stanna utanför politiken, och tydligen lydde de, ty bortsett från denna episod är föga känt om deras liv.